# Caturrita-Formation
Die Caturrita-Formation ist eine lithostratigraphische Gesteinsformation sedimentären Ursprungs aus der Obertrias des südlichen Brasiliens. Sie gehört zur Santa-Maria-Supersequenz (oberer Abschnitt) aus der Rosário-do-Sul-Gruppe und wurde im Paraná-Becken abgelagert.

## Etymologie
Der Name der Gesteinsformation leitet sich ab von Caturrita, einem Barrio (Stadtteil) von Santa Maria im brasilianischen Bundesstaat Rio Grande do Sul. Mit Caturrita wird außerdem im Portugiesischen der Mönchssittich (Myiopsitta monachus) bezeichnet.

## Stratigraphie
Die Sedimente der Caturrita-Formation gehören zur zweiten Einheit der Santa-Maria-Supersequenz und überlagern das Alemoa-Member der Santa-Maria-Formation, wobei ein allmählicher fazieller Übergang von den tonigen Sedimenten des Alemoa-Members zu den sandigeren Sedimenten der Caturrita-Formation stattfindet. Die Caturrita-Formation endet mit einer erosiven Diskordanz, es überlagern sie dann die rhaetischen Sedimente des Mata-Sandsteins, der dritten Einheit der Santa-Maria-Supersequenz.
Vormals wurde die Caturrita-Formation noch als Member der stratigraphisch höher liegenden Botucatu-Formation angesehen oder in ihrer zeitlichen Ausdehnung zum Hangenden erweitert, so dass sie den Mata-Sandstein mit einschloss.
Die Caturrita-Formation erreicht eine maximale Mächtigkeit von zirka 60 Meter, beträgt aber in der Regel meist nur um 30 Meter.

## Alter
Es sind bisher noch keine absoluten Altersangaben vorhanden, der Caturrita-Formation wird jedoch aufgrund von Fossilfunden ein oberkarnisches bis norisches Alter zugeschrieben, entsprechend in etwa dem Zeitraum 220 bis 215 Millionen Jahre BP.

## Verbreitungsgebiet
Die Caturrita-Formation ist im südbrasilianischen Bundesstaat Rio Grande do Sul aufgeschlossen. Sie zieht sich in einem dünnen Band im Zentralteil des Bundesstaats über eine Entfernung von rund 250 Kilometer in Ost-West-Richtung von der Stadt Taquari bis nach Mata.

## Ablagerungsbedingungen

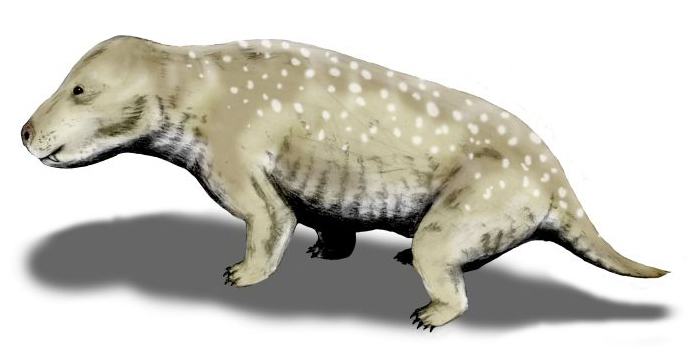
Exaeretodon

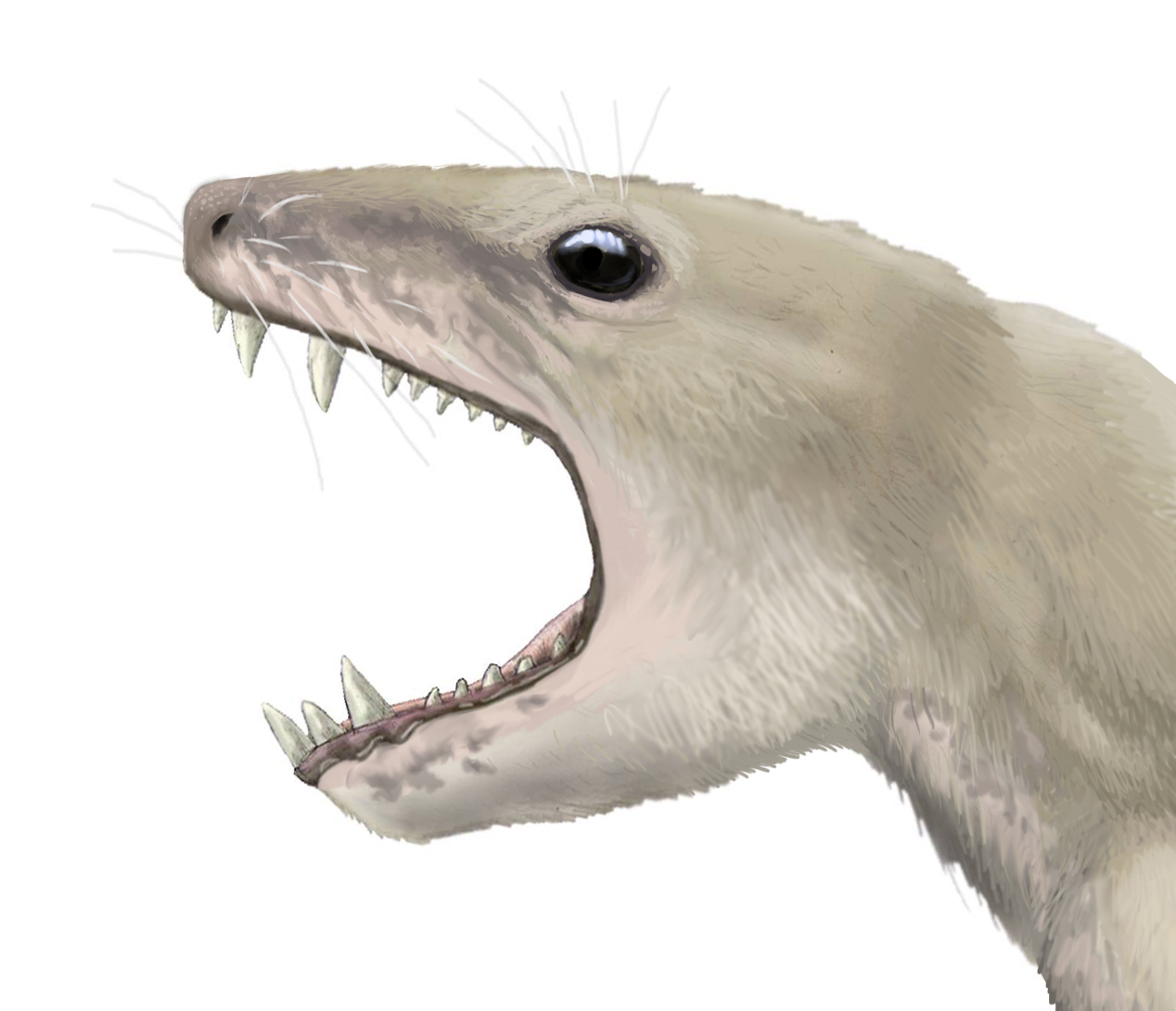
Pachygenelus

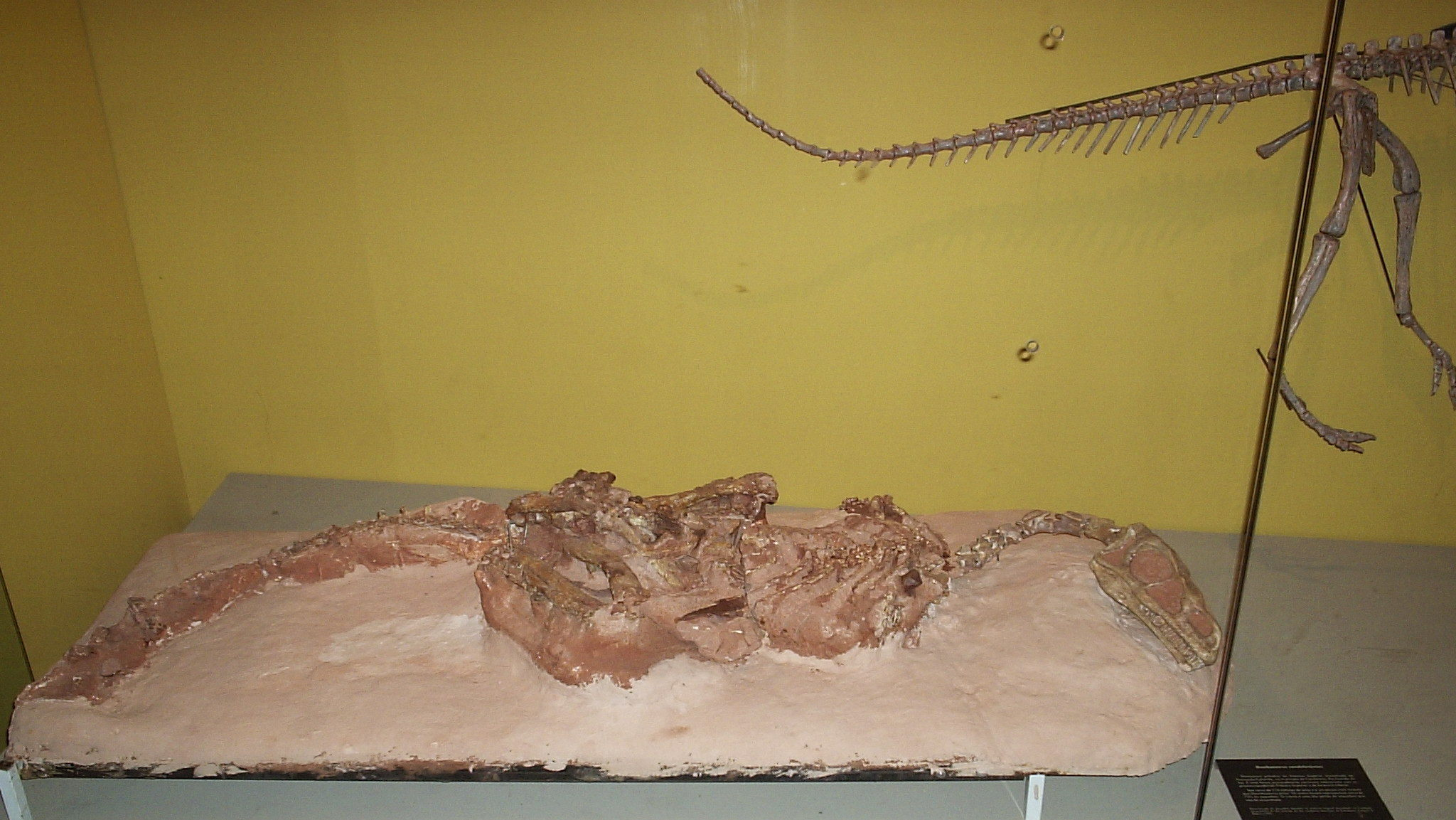
Guaibasaurus candelariensis

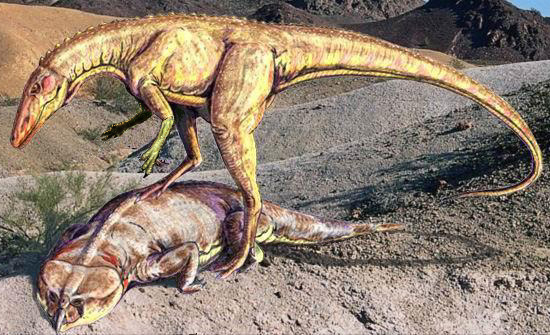
Staurikosaurus pricei

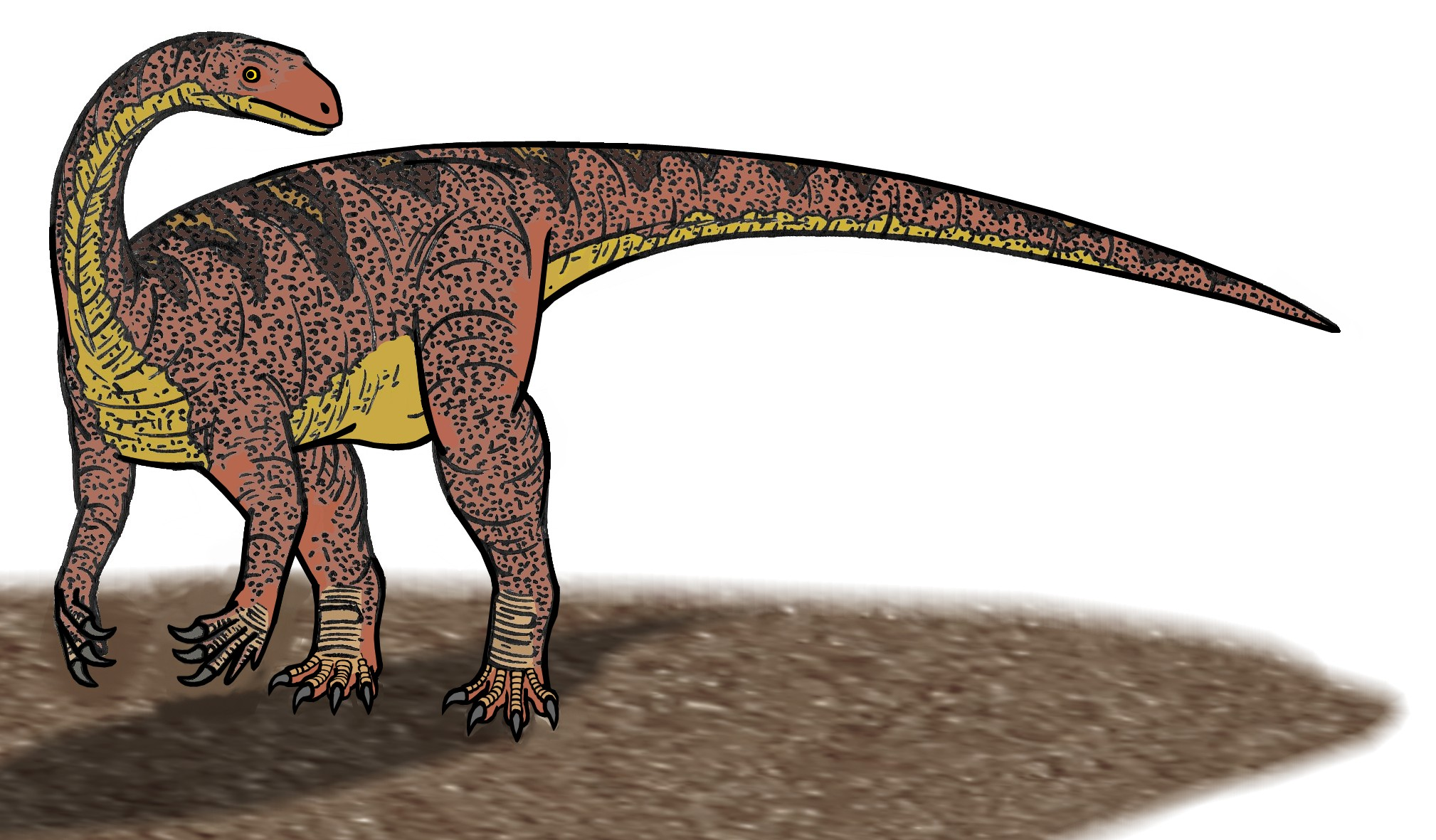
Unaysaurus tolentinoi

Die Sedimente der Caturrita-Formation bilden den oberen Abschnitt der zweiten Einheit der Santa-Maria-Supersequenz. Sequenzstratigraphisch sind sie zu einem Meeresspiegelhochstand (engl. «Highstand Systems Tract») äquivalent. Es handelt sich hierbei um einen allmählichen faziellen Übergang von den scharlachroten, überwiegend tonigen, ephemeren, fluviolakustrinen Ablagerungen des Alemoa-Members (Flussmäander und Altwasser mit sich abwechselnden feinschichtigen Ton-, Silt- und Sandsteinlagen) hin zu einem ganzjährig aktiven verflochtenen Flusssystem mit Betonung der sandigen Komponente. Einher ging gleichzeitig ein Wechsel zu feuchteren klimatischen Bedingungen.
Die Caturrita-Formation besteht aus unter kontinentalen Bedingungen abgelagerten alluvialen Schwemmsedimenten, die in der Regel als massive Sandsteine und Siltsteine ausgebildet sind.

## Fossilinhalt
Die Caturrita-Formation beherbergt eine bedeutende biostratigraphische Leitzone für Tetrapoden, die so genannte «Ictidosauria Assemblage Zone» Ca-1. Ictidosauria sind trithelodontide Cynodontia, Vorläufer bzw. Schwestergruppe der Säugetiere. Neuerdings wird diese Leitzone als «Mammaliamorpha Cenozone» bezeichnet, um die Bedeutung der Cynodontierfunde herauszustellen. Die Caturrita-Formation enthält außerdem den «Jachaleria»-Leithorizont, benannt nach dem Dicynodontia Jachaleria candelariensis. Es sind auch Dinosaurier und andere Wirbeltiere zu Tage getreten.
Bemerkenswert sind die Spurenfunde von Prosauropoden im Jahr 1998 bei Faxinal do Soturno, einer bedeutenden Fundstelle in der Caturrita-Formation, verursacht möglicherweise von Unaysaurus tolentinoi.
Die Fossilfunde konzentrieren sich um drei Fundstellen:
- Nördlich von Santa Maria (Água Negra)
- Faxinal do Soturno
- Umgebung von Candelária (Linha São Luis)

Im Einzelnen wurden unter den Wirbeltieren bisher folgende Taxa in der Caturrita-Formation entdeckt:
- Cynodontia
  - Brasilitherium riograndensis
  - Brasilodon quadrangularis
  - Diarthrognathus- bzw. Pachygenelus-ähnliches Taxon
  - Exaeretodon
  - Irajatherium hernandezi
  - Riograndia guaibensis
- Dicynodontia
  - Ischigualastia
  - Jachaleria candelariensis
- Dinosauria – Sauropoda
  - Guaibasaurus candelariensis
  - Sacisaurus agudoensis ? fraglicher Dinosaurier
  - Saturnalia tupiniquim
  - Spondylosoma absconditum ? fraglicher Dinosaurier
  - Teyuwasu barbarenai
  - Unaysaurus tolentinoi
- Dinosauria – Theropoda
  - Staurikosaurus pricei
- Phytosauria
  - Unbestimmtes Taxon
- Procolophonia
  - Soturnia caliodon
- Sauropsida
  - Proterochampsa
- Sphenodontia
  - Clevosaurus brasiliensis